# Archivos Nacionales de Australia
Los Archivos Nacionales de Australia (en inglés: National Archives of Australia, NAA) es una agencia del Gobierno australiano que constituye el depósito oficial de todos los documentos del Gobierno federal. Recoge, conserva y proporciona acceso público a estos documentos, así como a otro material de archivo relacionado con Australia que los Archivos consideren que debe conservarse.
Los Archivos Nacionales se crearon en 1961. Antes de esto, la Biblioteca Parlamentaria Federal (ahora Biblioteca Nacional de Australia) había sido responsable de recopilar registros gubernamentales desde la Primera Guerra Mundial. Bajo esta ley, los Archivos Nacionales son responsables de preservar los registros del gobierno.
La colección de los Archivos Nacionales está compuesta por más de 45 millones de registros escritos sobre la federación, los gobernadores generales, los primeros ministros, el Gabinete y los ministerios y la mayoría de las actividades en las que ha participado el gobierno desde 1901. Aunque parte de la colección no está abierta al público para su consulta, la Archives Act 1983 establece un derecho de acceso público a los «documentos abiertos» de la administración de la Mancomunidad, es decir, los documentos que tienen 20 años o más. El acta también permite a determinadas categorías de investigadores un acceso especial a los registros de la Mancomunidad que no están a disposición del público. Este tipo de información incluye documentos relacionados con la defensa y la seguridad, información privada y datos censales brutos. El acceso a la información que es culturalmente sensible para los indígenas australianos también puede ser restringido.
Varias colecciones han sido puestas en línea. Estos incluyen todos los registros del servicio militar australiano (registros de aquellos que sirvieron en el ejército) desde la Segunda Guerra de los Bóer hasta la Guerra de Vietnam. En 2005 se pusieron a disposición documentos de inmigración y naturalización con más de 30 años de antigüedad.